# Ascanio Persio
Ascanio Persio (Matera, 9 marzo 1554 – Bologna, 1º febbraio 1610) è stato un linguista, umanista e grecista italiano.

## Biografia
Figlio dello scultore Altobello Persio e fratello del filosofo Antonio, di Domizio (pittore), e Giulio (scultore), dopo aver frequentato a Matera la scuola privata dello zio materno, appartenente alla nobiltà locale, si trasferì prima a Padova, dove raggiunse il fratello maggiore Antonio, e successivamente a Bologna, dove si laureò in filosofia e lingua greca ed ottenne la cattedra di lingua greca, potendo così leggere Aristotele, di cui era cultore, nella sua lingua. Ivi conobbe la poetessa Ippolita Paleotti, cui dedicò un epigramma in greco, il cui manoscritto è conservato nelle collezioni della Biblioteca Apostolica Vaticana.
Nel 1592 scrisse il «Discorso intorno alla conformità della lingua italiana con le più nobili antiche lingue, e principalmente con la greca», in cui difese l'italianità dei dialetti dei luoghi di cui era originario e dell'intero Mezzogiorno d'Italia. Egli rivendicò il ruolo del Sud nella formazione della lingua nazionale e, pur riconoscendo alla lingua fiorentina qualità superiori, sostenne che la lingua italiana non poteva ricondursi unicamente a questa; secondo il Persio, laddove non fossero esistiti vocaboli nella lingua toscana, era inaccettabile andarli a ricercare presso le lingue straniere ignorando la grande varietà, la ricchezza e l'originalità dei linguaggi dell'Italia meridionale, derivanti da lingue antiche e nobili quali il latino, il greco, l'ebraico.
Continuando a perseguire questo obiettivo di riconoscere pari dignità ai dialetti, il Persio tentò di effettuare una raccolta di voci dialettali da tutta Italia ed iniziò a spostarsi da una città all'altra, scrivendo un vero e proprio vocabolario di italiano rimasto però incompiuto. Morì a Bologna nel 1610.